# Vanduzea minor
Vanduzea minor är en insektsart som beskrevs av Fowler. Vanduzea minor ingår i släktet Vanduzea och familjen hornstritar. Inga underarter finns listade i Catalogue of Life.